# 応援ラジオ・どんまい!
『応援ラジオ・どんまい!』（おうえんラジオ・どんまい）は、アール・エフ・ラジオ日本製作で、ラジオ日本ジャイアンツナイター、あるいはラジオ日本マリーンズナイターが雨天中止などで試合がない場合に放送する予備番組である。

## 概要
2008年度まで、ジャイアンツナイターの放送予定カードが中止、あるいはあらかじめ放送予定カードがない場合「ナイタースタジオ特集」として、プロ野球の話題と、軽音楽・懐メロを放送していた。
これを2009年は、前年2008年のシーズンオフで放送された「オトナのスポーツマガジン」の体裁を生かしたものにしていたが、2010年から現在の題名で放送されるようになった。番組は2部構成になっている。
- 第1部　「どんまい・スポーツ」　プロ野球にまつわる様々な話題・記録を軽音楽を交えながら紹介する。出演はラジオ日本スポーツアナウンサーが交代で担当
- 第2部　「どんまい・エンタメ」　リスナーから寄せられたテーマに沿ったメッセージを紹介しつつ、音楽・文化にまつわる情報を届ける。出演は2010年度は放送作家の東海林桂、2011年度はくず哲也。なお東海林はかつて、日本テレビ「どんまい!! VARIETYSHOW&SPORTSの構成を担当したことがある。

2012年はナイターの予定がない場合は第1部相当のパートを「鈴木淑子のお気に召すまま」というスポーツ情報と軽音楽の番組に変更したため、第2部相当の「くず哲也のどんまい!」のみに縮小。ただし、ナイターの予定が組まれつつ雨天中止となった場合、もしくは前日のカードの予備日とされたものの結果的に試合が発生しなかった場合には、17:55から「くず哲也のどんまい!」を送っていた。
2013年からのナイター予備番組（火-金曜）は「僕も私もジャイアンツナイター」となり、くずは火曜日のみ出演。水-金曜日はラジオ日本のアナウンサー（主にジャイアンツナイターに出演するスポーツアナウンサー）が交代で担当する。

## 放送日時
基本的には、野球中継が当初から予定されていない、または放送予定カードが雨天などの自然災害で中止となった場合の火曜日～金曜日19:30-21:00放送（2011年まで17:55-21:00）である。
- ラジオ日本・ぎふチャンはこのとおりであるが、ラジオ関西については変則になっている。
  - 2010年度　野球中継が当初から予定されていない場合の水・金曜（火・木は自社製作番組差し替え）、および放送予定カード中止の場合の火～金曜
  - 2011・12年度　放送予定カード中止の場合のみ放送（当初から野球中継が予定されていない場合は放送せずに自社製作番組差し替えるが、金曜日<2011年は水曜も>にロッテ戦や巨人戦以外のセ・リーグの試合が放送される場合は自社製作の放送がない場合もある）

## 参考　過去のラジオ関東・RFラジオ日本ナイターの予備番組
- 1979年頃　「歌謡ジャイアンツナイター」
- 1980年頃　「独占オールスタースペシャル」
- 1980年代-1980年代　「ジャイアンツミュージックスタジアム」
大きく3部構成となっており、18時台は「レッツゴー!!ジャイアンツ」と題したプロ野球情報、第2部は邦楽・歌謡曲、第3部は洋楽の番組を放送していた。
- 2000年代はじめ　「ジャイアンツスタジアム」
第1部のプロ野球情報はほぼ変わらないが、第2部にアメリカ合衆国のメジャーリーグ・ベースボールについて特集した「メジャーリーグ紀行」、第3部に巨人V9時代の歴史と、その時代の流行歌（邦楽・洋楽）を取り上げた「V9ポップファイル」を編成
- 2005年頃　「ギャオス内藤のジャイアンツレディオ」
- 2007年　第1部「だから、プロ。ジャイアンツプライド」　第2部「時代と曲のアンソロジー 魔球の時間」
- 2008年　第1部「ジャイアンツプライド」（前編「ジャイアンツ・トゥディー」、後編「50の巨人伝説」）　第2部「とびだせ!!50曲」
- 2009年　平日「オトナのスポーツマガジン」（第1部・ギャオス内藤、第2部・くず哲也）　週末「サタデー&サンデースポーツマガジン」